# Анджело Парси
Анджело Парси е никополски епископ през XIX в. По време на неговото управление са издигнати масивни храмове в епархията.

## Биография
Анджело Парси е роден в Чивитавекия, Италия. Ръкоположен за епископ в Рим през 1848 г.
По време на неговото управление католиците в Северна България добиват право да строят църкви. В годините между 1852 и 1860 са издигнати храмовете „Света Анна“ в Лъджене, „Непорочно зачатие на Блажена Дева Мария“ в Ореш и „Рождение на Блажена Дева Мария“ в Белене, осветени от него самия. По силата на предписанията за религиозните свободи на Хатихумаюнa от 1856 г. в Букурещ биват поръчани и първите камбани за епархията – две за село Белене и по една за Трънчовица и Лъджене. През 1857 г. епископът поръчва още две във Виена, които подарява на село Ореш.
След 14 години работа монсеньор Парси се оттеглил в родното си място, където и починал на 24 февруари 1863 г.